# Waldo Quiroz
Waldo Quiroz, mit vollständigem Namen Waldo Erger Quiroz Jara, (* 10. September 1949 in Santiago de Chile) ist ein ehemaliger chilenischer Fußballspieler. Der Stürmer spielte fünfmal für die Nationalmannschaft Chiles.

## Karriere

### Verein
Waldo Quiroz debütierte in der Primera División 1968 beim CD Santiago Morning. Der Verein spielte ab 1970 für mehrere Jahre in der zweiten Liga und kam 1975 zurück in die höchste Spielklasse. 1976 wechselte Quiroz zu Unión Española, mit dem er 1977 die chilenischer Meisterschaft gewinnen konnte. Danach ging Quiroz zum CD O’Higgins, für den er bis 1984 spielte und 1988 auch kurz als Interimstrainer tätig war.

### Nationalmannschaft
Für die chilenische Nationalmannschaft debütierte Waldo Quiroz im Juni 1977 beim Freundschaftsspiel gegen Schottland. Bei der Copa América 1979 spielte er zwei Partien für La Roja. Das Team von Luis Santibáñez gewann die Gruppe A vor den punktgleichen Kolumbianern und erreichte nach dem Halbfinalsieg über Peru das Finale gegen Paraguay. Im Finale setzte sich Paraguay im Entscheidungsspiel durch, nachdem zuvor beide Teams ihre Heimspiele gewonnen hatten. Für Quiroz war die 0:1-Niederlage in der Gruppenphase das letzte seiner fünf Länderspiele, in denen er ein Tor erzielte.

## Erfolge
Unión Española
- Chilenischer Meister: 1977

Chile
- Copa-América-Finalist: 1979